# John Vaio
John Vaio (* 7. November 1939 in Oakland, Kalifornien; † 19. November 2021) war ein US-amerikanischer Gräzist.
Vaio studierte von 1957 bis 1961 classics am Columbia College (New York City) und erwarb dort 1961 den B.A. Daran schloss er von 1961 bis 1963 den Studiengang Literae humaniores (ancient history, ancient and modern philosophy) am University College der Oxford University an. Von 1963 bis 1966 absolvierte er graduate studies an der Columbia University in Greek and Latin Languages and Literatures. 1966 wurde er dort mit Studies in Aristophanes’ Knights zum Ph. D. promoviert.
Darauf war er von 1964 bis 1967 Instructor und von 1967 bis 1971 assistant professor an der Columbia University. 1971 wechselte er als assistant professor an das Hunter College (CUNY), wo er von 1974 bis 1975 associate professor ohne tenure war; 1975 wechselte er erneut, diesmal als associate professor mit tenure, an die University of Illinois at Chicago, 2003 wurde er dort zum full professor und wurde dort später emeritiert.
Vaio arbeitete insbesondere zur Attischen Komödie (Aristophanes), zu den Fabeln des Äsop und des Babrios sowie zur Geschichte der Klassischen Philologie im 19. Jahrhundert (zu den Briefen von Sir George Cornewall Lewis an Karl Otfried Müller).

## Schriften (Auswahl)
- Teaching the English Wissenschaft: The Letters of Sir George Cornewall Lewis to Karl Otfried Müller. Ed. with commentary in collaboration with W.M. Calder III and R.S. Smith. Olms-Weidmann, Hildesheim 2002.
- Babrius’ Mythiambi: Notes on the Constitution of the Text (= Spudasmata Bd. 83). Olms, Hildesheim 2001.
- Studies in Aristophanes’ Knights. Diss. Columbia University, New York 1966. – Vgl. L’Année philoloqique 40 (1969) 20; Dissertation Abstracts 30 (1969) 1157.